# بافت (زمین‌شناسی)
در زمین‌شناسی بافت یا ریزساختار سنگ (انگلیسی: Texture) به رابطه بین موادی گفته می‌شود که سنگ از آنها تشکیل شده است. گسترده‌ترین کلاس‌های بافتی عبارتند از: کریستالی (که در آن اجزا به صورت کریستال‌هایی در هم رشد کرده و در هم قفل شده‌اند)، تکه‌تکه‌ای (که در آن قطعات با برخی فرآیندهای فیزیکی انباشته می‌شوند)، آفانیتیک (که در آن بلورها با چشم غیر مسلح قابل مشاهده نیستند) و شیشه‌ای هستند. (که در آن ذرات کوچکتر از آن هستند که دیده شوند و به صورت آمورف چیده شوند).جنبه‌های هندسی و روابط بین ذرات یا بلورهای جزء به عنوان بافت کریستالوگرافی یا جهت ترجیحی نامیده می‌شود. بافت‌ها را می‌توان به روش‌های مختلفی کمیت کرد. رایج‌ترین پارامتر [نیاز به منبع] توزیع اندازه کریستال است. این امر ظاهر یا ویژگی فیزیکی یک سنگ‌مانند اندازه دانه، شکل، آرایش و سایر خصوصیات را در هر دو مقیاس مرئی و میکروسکوپی ایجاد می‌کند.
بافت‌ها مواد نافذ سنگ هستند. آنها در سراسر کل تودهٔ سنگ روی نمونه‌های میکروسکوپی با اندازهٔ دست و اغلب در مقیاس‌های رخنمونی رخ می‌دهند. این از بسیاری جهات شبیه به برگ‌ها است، با این تفاوت که یک بافت لزوماً حاوی اطلاعات ساختاری از نظر رویدادهای تغییر شکل و اطلاعات جهت نیست. سازه‌ها در مقیاس نمونه با اندازهٔ دست و بالاتر رخ می‌دهند.
تجزیه و تحلیل ریزساختار ویژگی‌های بافتی سنگ را توصیف می‌کند و می‌تواند اطلاعاتی در مورد شرایط شکل‌گیری سنگ‌زایی (پتروژنز)، و تغییرات بعدی، چین خوردگی یا رویدادهای دگرسانی ارائه دهد.